# Nederlands kampioenschap geselecteerde jeugd 1961/62
Het eindtoernooi voor het Nederlands kampioenschap geselecteerde jeugd 1961/62 was de 2e editie van deze Nederlandse voetbalcompetitie die door de KNVB werd georganiseerd.
Aan het toernooi namen A-junioren deel die kampioen waren geworden van een van de zes districten van de KNVB. Het eindtoernooi werd op 1 juli 1962 gespeeld op het terrein van Robur et Velocitas te Apeldoorn. De ploegen werden onderverdeeld in twee poules van ieder drie verenigingen. De beide nummers drie streden om de vijfde plaats waarna de beide nummers twee streden om plaats drie. In de laatste wedstrijd van de dag kwamen de poulewinnaars in de finale tegen elkaar uit om het landskampioenschap.
Het toernooi begon om 11.00 uur. De wedstrijden in beide poules vonden tegelijkertijd plaats op twee naast elkaar gelegen velden. Titelverdediger Fortuna '54 stelde dit jaar teleur door als laatste te eindigen. Winnaar werd Enschedese Boys dat in de finale tegen Feijenoord de strafschoppen beter nam na een 0-0-eindstand. Overigens werd er geen verlenging gespeeld maar werden er direct na de afloop van de reguliere speeltijd penalty’s genomen. Eerst mocht Enschedese Boys vijf strafschoppen nemen. Hiervan werd er slechts een gemist. Vervolgens mocht Feijenoord vijf keer schieten. De eerste strafschop werd in een doelpunt omgezet. De tweede en derde strafschop werden echter gemist waardoor Enschedese Boys zich kampioen mocht noemen.

## Uitslagen
| Tijd      | Thuisclub       | uitslag | Uitclub         |
| --------- | --------------- | ------- | --------------- |
| 11.00 uur | Ajax            | 1-2     | Enschedese Boys |
| 12.00 uur | Enschedese Boys | 1-1     | NOAD            |
| 13.00 uur | NOAD            | 0-2     | Ajax            |

| Tijd      | Thuisclub   | uitslag | Uitclub     |
| --------- | ----------- | ------- | ----------- |
| 11.00 uur | Feijenoord  | 3-0     | Emmen       |
| 12.00 uur | Fortuna '54 | 0-0     | Feijenoord  |
| 13.00 uur | Emmen       | 3-1     | Fortuna '54 |

| \| Tijd \| Thuisclub \| uitslag \| Uitclub \| \| 5e/6e plaats \| 5e/6e plaats \| 5e/6e plaats \| 5e/6e plaats \| \| ------------ \| --------------- \| ------------ \| ------------ \| \| 14.00 uur \| NOAD \| 5-2 \| Fortuna '54 \| \| 3e/4e plaats \| \| \| \| \| 15.00 uur \| Ajax \| 2-0 \| Emmen \| \| Finale \| \| \| \| \| 16.00 uur \| Enschedese Boys \| 0-0 \| Feijenoord \| |                 |         |             |
| Tijd | Thuisclub       | uitslag | Uitclub     |
| 5e/6e plaats |                 |         |             |
| 14.00 uur | NOAD            | 5-2     | Fortuna '54 |
| 3e/4e plaats |                 |         |             |
| 15.00 uur | Ajax            | 2-0     | Emmen       |
| Finale |                 |         |             |
| 16.00 uur | Enschedese Boys | 0-0     | Feijenoord  |